# Замок Странгфорд
Замок Странгфорд (англ. Strangford Castle, ірл. Caisleán Bhaile Loch Cuan) — один із замків Ірландії, розташований в графстві Даун, Північна Ірландія. Замок стоїть біля затоки Странгфорд-Лох, неподалік від замку Портаферрі. Замок був побудований в XV столітті, але більша частина споруди, що дійшла до нас, датується XVI століттям. Нині замок є пам'яткою історії та архітектури і охороняється законом. Популярність замку Странгфорд зросла після того, як замок використовувався при зйомках фільму «Гра престолів». У цьому фільмі замок Странгфорд назвали замком «Вінтерфелл».
Замок Странгфорд є замком баштового типу. Основна забудова датується XVI століттям, але частина споруди, в тому числі частина першого поверху, заблоковані двері на рівні першого поверху вказують, що тут стояла більш рання вежа, яка булла побудована в XV столітті, а потім булла перебудована. Нині вхід в замок є в північно-східній стіні, побудований пізніше на основі навісної бійниці. Замок має прямокутну конструкцію, нині це триповерхова вежа з кам'яними сходами. На першому поверсі є камін і піч. Освітлення йде виключно з невеличких бійниць. Дах має тонкі зубці з петлями для стрільби. Оригінальна підлога була зроблена з дерева. Нині замок відреставрований, є нові дерев'яні конструкції, які відтворюють старовинні оригінальні.